# パチャクテク

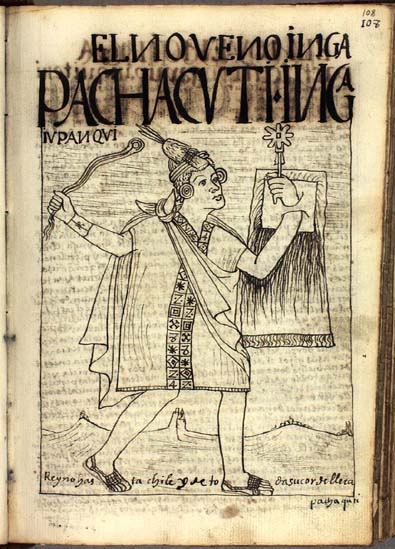
インディオのグァマン・ポマ(Guamán Poma)が『新しい記録と良き統治(Nueva crónica y buen gobierno)』(1615年)の中に描いたパチャクテク

パチャクテク（英: Pachacuti、ケチュア語: Pachakutiq＝世界を震撼させる者、世界を造り変える者、？-1471年、在位1438年-1471年）は、クスコ王国の9代サパ・インカ（皇帝）（上王朝4代目）である。クスコ王国を「四つの邦（スウユ）」（タワンティンスウユ、インカ帝国の正式名称）に再編した。彼の在世中、クスコ王国は小さな村から、チムー王国と競い最終的に取って代わる帝国へと発展した。彼は、クスコの谷から南米の文明的な範囲のほぼ全体にインカの統治を広げることとなった3代続く征服の時代を始めた。

## 系譜
父は8代インカ皇帝ウィラコチャ、妻はママ・アナワルキ（又はコヤ・アナワルク）、子にアマル・ユパンキと10代トゥパック・インカ・ユパンキがいる。アマル・ユパンキはトゥパック・インカ・ユパンキの兄であり、初めは共同摂政にして万一の際の後継者に選ばれていたが、戦士としての資質に欠けていたため、後にトゥパック・インカ・ユパンキが後継者に選ばれた。

## 王位継承
初名はクシ・ユパンキであり、彼の異母弟で庶子のウルコを後継者に指名していた父帝ウィラコチャの後継者とは想定されていなかった。しかし、インカの伝統的な大敵であったチャンカ族によるクスコ侵入のとき、彼は自分の才能を示す本当の機会を得た。父と異母弟は共にクスコを放棄したが、クシ・ユパンキは軍を結集し、防衛するとともに敵を打ち負かした。この勝利により、彼は皇太子としての父の承認と臣民の助けを勝ち得た。（数人の年代記作者はこの行為をウィラコチャの事績であるとしており、混乱している。）
近年の研究では、ウィラコチャまでは祭祀を司る王族が祭政一致の皇帝であったが、パチャクテク以降は俗権を掌握する王族が皇帝となったとし、この体制変革をパチャクテクによるクーデターではないかと推察する見解が出されている。

## 第9代サパ・インカ

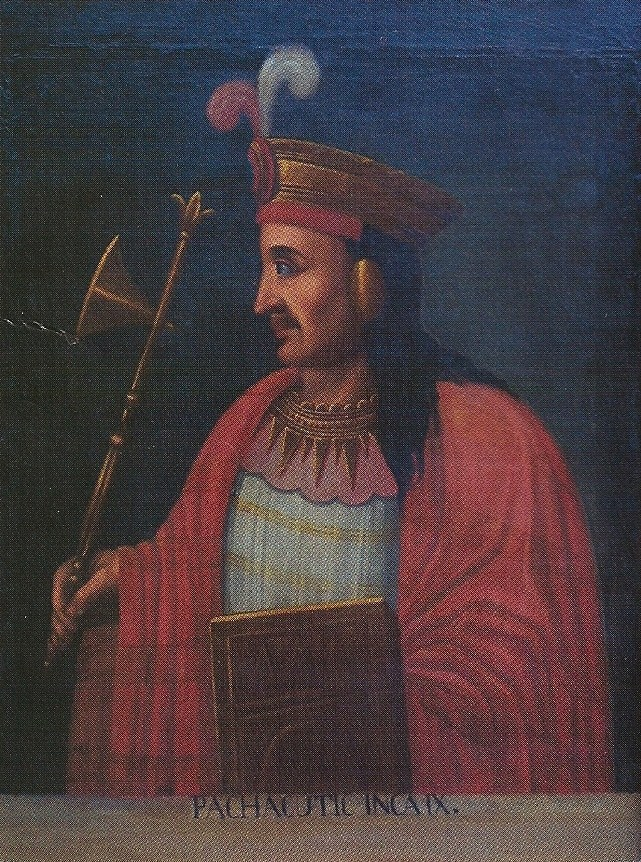
パチャクテクを描いた絵画（17世紀）

父の死後インカ帝国の唯一の統治者となった彼は、間もなくクスコ周辺の小国を恐るべき強国に再編する一連の軍事行動に着手した。息子にして後継者たるトゥパック・インカ・ユパンキと共同しての征服が非常な成功を収めたので、彼は「アンデス山脈のナポレオン」と呼ばれることもある。パチャクテクが1471年に死亡した時点で、帝国は南は現チリから北は現エクアドルまで、更に現在の国で言えばペルー、ボリビア及び北アルゼンチンの大部分も含んでいた。
その間、パチャクテクは、これまでのクスコ王国を新帝国「四つの邦（スウユ）」（タワンティンスウユ、インカ帝国の正式名称）に再編した。彼が創設した制度のもとで、アポと呼ばれる地方官がスウユ毎に配置され、スウユを支配した。これらの地方官の配下にトクリコクと呼ばれる地域の指導者がおり、各都市、谷、鉱山を運営した。スペインによる征服以前には、各アポの配下に約15人のトクリコクがいたが、パチャクテクが最初に組織した時点では、より少なかったと想定されている。また、権力相互間の監視均衡を図るため、軍隊と聖職者を系列毎に別々の首飾り（官職の標章）を創設した。
また、真に帝国を代表し大都市としての需要を満たすよう、クスコの大部分を設計し直し再建した。各スウユに対応し、各スウユに通じる道路を中心とした地区が設定され、貴族と移民は彼らの出身地に対応する地区で生活した。各地区は2つの二項対立（双分制）の組み合わせによって成立する三分制（セケ・システム）という構造になっていた。これは、全ての権限、空間等を上（ハナン、hanan）と下（ウリン、urin）に分けて考える、いわゆる双分原理によるものであり、下部も更に2分されることにより成立した構造である。皇帝、皇族はこのいずれにも属さない中心部に住んでおり、貴族もまた中心部に近い場所に居住した。コリカンチャ（太陽の神殿）やサクサイワマン城砦などのクスコ周辺の最も著名な記念物の多くは彼の在世中に建設されたものである。
パチャクテクは政治と軍事の才能に溢れていたが、帝位継承法を改良しなかった。彼の息子はパチャクテクが1471年に病状の悪化により死んだ後にも特に争いもなく帝位を継承したが、後の世代では、次代皇帝は内戦に勝つか他者を威圧するかして、地方官、聖職者、軍からの十分な支援を得ることで帝国の支配権を獲得しなければならなかった。
パチャクテクはまた、帝国の最遠部の占領のために大規模な移民計画により数十万人を移動させたと見なされている。これらの強制的な植民者は、インカ社会の最低階層におかれ、ミティマエと呼ばれた。ある意味では、インカ帝政は、非常に専制的かつ抑圧的であった。
マチュ・ピチュは彼の時代までのものであると信じられている。

彼はまた、都市を浄化する儀式であるシテュアにおける神に捧げる歌や詩の作者であった。ペドロ・サルミエント・デ・ガンボアは1つの詩を臨終の床におけるパチャクテクの作であると比定している。

## 伝説

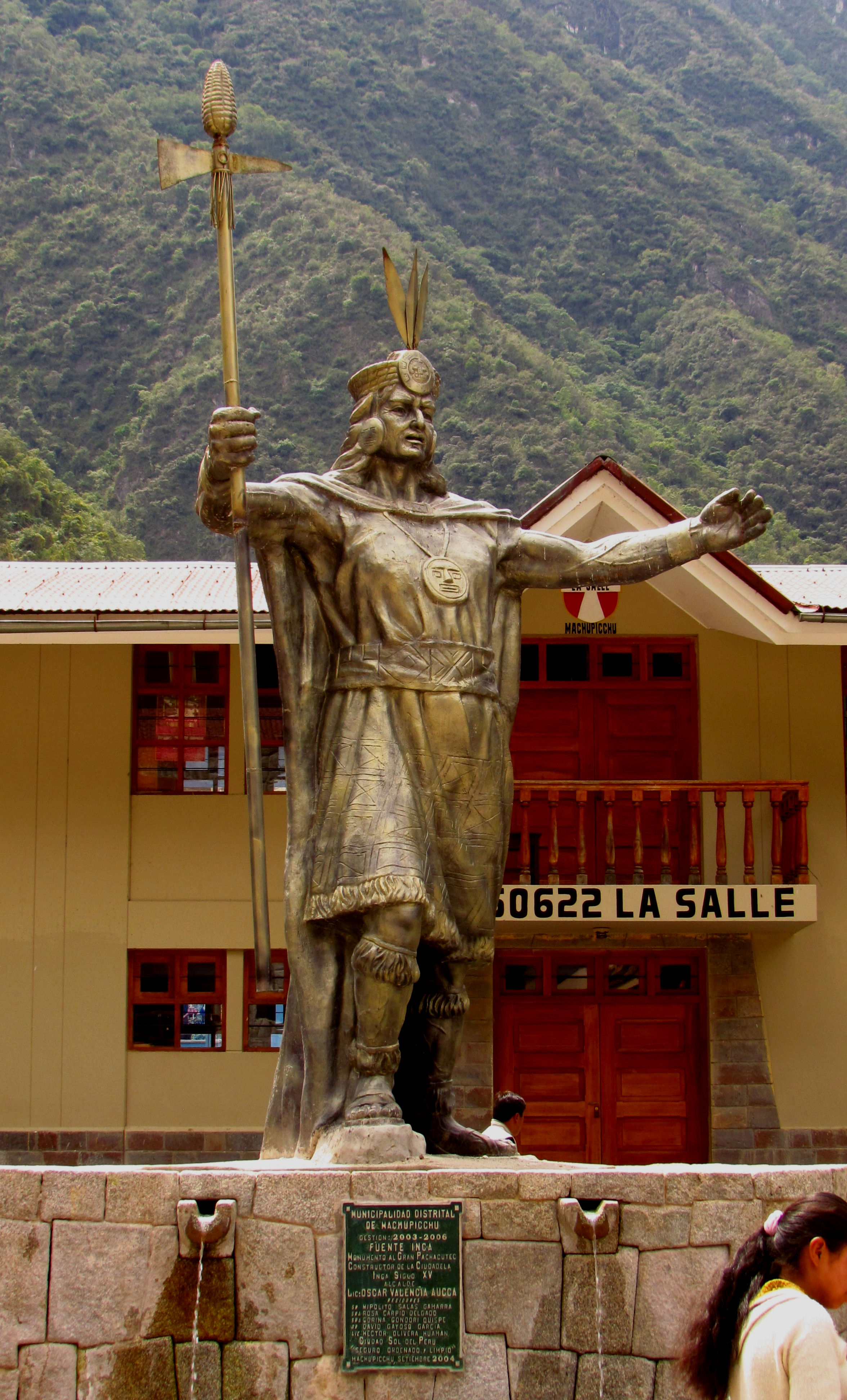
パチャクテクの像（ペルー）

パチャクテクがクシ・ユパンキと名乗っていた頃の次のような伝説が伝えられている。
ある日ユパンキがススルプキオ（ススル・プガイオとも）という泉の側を通りかかった際、不思議な水晶を見つけた。その中には立派な身なりの男性が見えた。頭の後ろから太陽のような光を放ち、プーマの1頭を担ぎ、もう1頭の頭を両脚の間に挟んだ男性の姿に、ユパンキは驚き、水晶を泉に放り捨てた。その直後にユパンキに語りかけてきた声が、ユパンキが将来多くの国を従えること、今見た、王家の祖先の太陽を忘れてはならないことを告げた。やがて父から王権を引き継いだユパンキは、水晶の中に見た男の姿を再現した像を造って神殿に祀った。その後、周辺の国を攻めて次々に支配下に置き、予言通りに強大な帝国を作り上げた。
なお、別の伝えによれば、ユパンキは水晶を拾って持ち帰り、未来を予見するのに用いた。またその人物を創造主の「ビラコチャ・パチャヤチャチ」であると考えるようになったという。

### 伝説の背景
この伝説は、インカ帝国をスペイン人が征服した直後に、クリストバル・デ・モリーナ (Cristóbal de Molina) 神父により記録された。現地の人々がヨーロッパ文化の影響をあまり受けていない時期に採録されたと考えられている。
ユパンキの父ウィラコチャの先代までの王は伝説上の人物と考えられている。ウィラコチャはなかば歴史的、なかば伝説的な王とされている。神のビラコチャと混同されている面もある。このビラコチャ神が生み出した太陽は農業に非常に影響があることから、インカ帝国では太陽神が最も崇拝されていた。
ユパンキ、つまり後の9代皇帝パチャクテク（パチャクティとも）からが歴史上実在した皇帝だと考えられている。
パチャクテクは、それまでの神話では重きを為していなかった太陽の崇拝を推し進め、太陽の神殿や砦を各地に整備したとされている。インカ帝国はアンデスの各民族を支配したが、パチャクテクと太陽による支配を正当なものとするために新しい神話を作り出す必要があった。ユパンキと水晶の男が出会うこの神話においてパチャクテクの父が太陽であることを示すことで、パチャクテクによる征服の正当性を裏付けたのである。

## 後世への影響
パチャクテクは、現代ペルーにおいても国民的英雄と見なされることがある。2000年の大統領選挙の際、メスティーソの大衆はアレハンドロ・トレドをパチャクテクというあだ名で呼んだ。
|  |  |  |